# Toktogul Satylganow

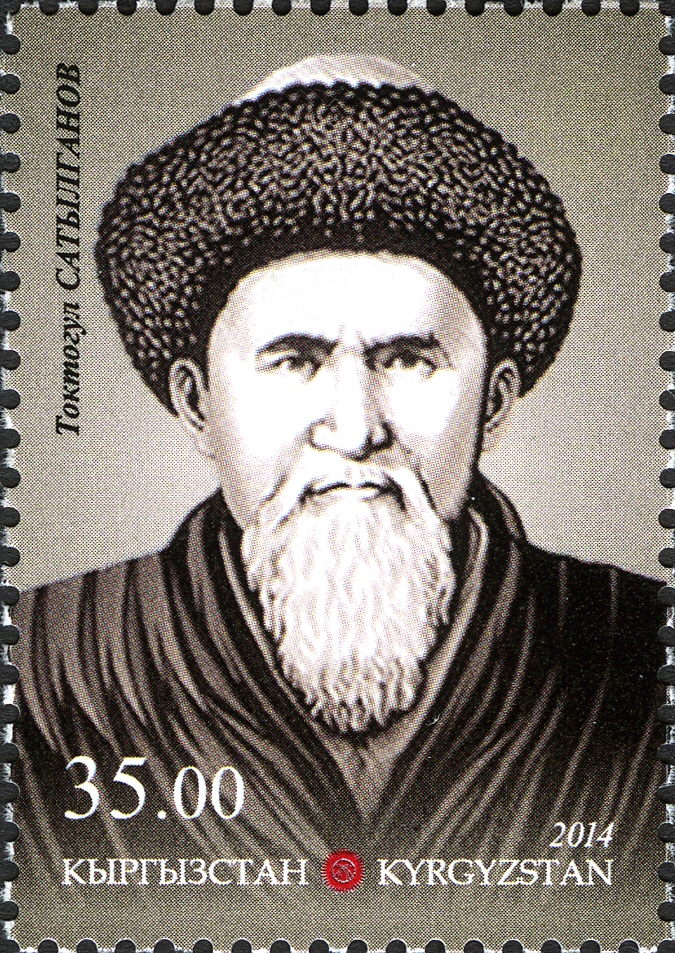
Toktogul auf einer kirgisischen Briefmarke

Toktogul Satylganow (bekannt als Toktogul, russisch Токтогул Сатылганов; * 25. Oktober 1864 im heutigen Toktogul; † 17. Februar 1933) war ein kirgisischer Akyn, Komponist, Dichter und Sänger. Heute gilt er als ein Nationalheld, sodass unter anderem seine Geburtsstadt Toktogul, der Rajon Toktogul und der Toktogul-Stausee nach ihm benannt sind.

## Leben

### Jugend
Toktogul Satylganow entstammte einer sehr armen Familie aus der Dschalal-Abad-Region. Er lernte weder Lesen noch Schreiben, sondern wurde im Alter von 12 Jahren von seinen Eltern zu einem Bai, einer Art Feudalherren, geschickt, wo sein Leben dem eines Sklaven glich. Mit 13 wandte er sich erstmals der Musik zu und komponierte erste Lieder. Außerdem lernte er, die Komuz, eine in Zentralasien verbreitete Laute, zu spielen. Sein erstes Lied mit dem Titel Wegen der Armut thematisiert seine schlechten Lebensbedingungen während seiner Jugend. In den folgenden Jahren erlangte er mit seinen Liedern und Gedichten eine immer größere Bekanntheit.

### Exil
Nach dem Andijan-Aufstand im Jahr 1898, bei dem Aufständische die russischen Besatzer angriffen, wurde Toktogul Satylganow der Rebellion beschuldigt und im August 1898 zum Tode verurteilt. Er wurde allerdings begnadigt und seine Strafe wurde zu sieben Jahren Haft in Sibirien gemildert. Dort traf er auf sozialistische Revolutionäre und wurde von deren politischen Ansichten beeinflusst. 1902 gelang Toktogul mit Hilfe russischer Unterstützer die Flucht aus Sibirien, 1903 kehrte er nach Kirgisistan zurück.

### Verhältnis zur Sowjetherrschaft
Toktogul begrüßte die Oktoberrevolution ausdrücklich, beteiligte sich aber nicht aktiv daran. Während dieser Zeit schrieb er eines seiner berühmtesten Gedichte mit dem Titel Was für eine Frau gebar so einen Menschen wie Lenin?, das als eines der wichtigsten Werke kirgisischer Literatur während der Sowjetherrschaft gilt. Im sowjetischen Kirgisistan erfreute sich Toktogul großer Bekanntheit und Popularität. Er schrieb Lieder und Gedichte über die kommunistische Partei und wurde von dieser als Volkspoet gepriesen.

## Heutige Bedeutung

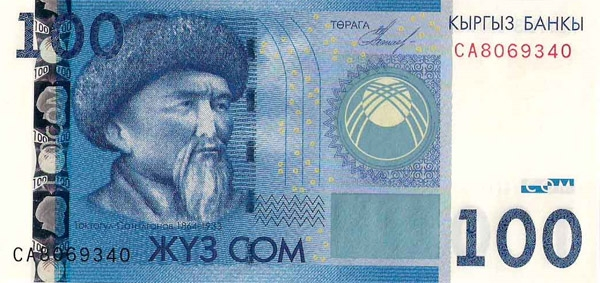
Toktogul Satylganow auf der 100-Som-Banknote

Toktogul Satylganow zählt heute in Kirgisistan zu den bekanntesten Personen. Zahlreiche Straßen und öffentliche Einrichtungen sind nach ihm benannt, so unter anderem die Staatliche Philharmonie in der Hauptstadt Bischkek. Zudem ist er auf der Vorderseite des 100-Som-Banknote abgebildet, auf deren Rückseite sich eine Darstellung der nach ihm bekannten Toktogul-Talsperre befindet. Seine Werke sind ein zentraler Teil kirgisischer Musik und werden auch heute noch aufgeführt.